# Max du Preez

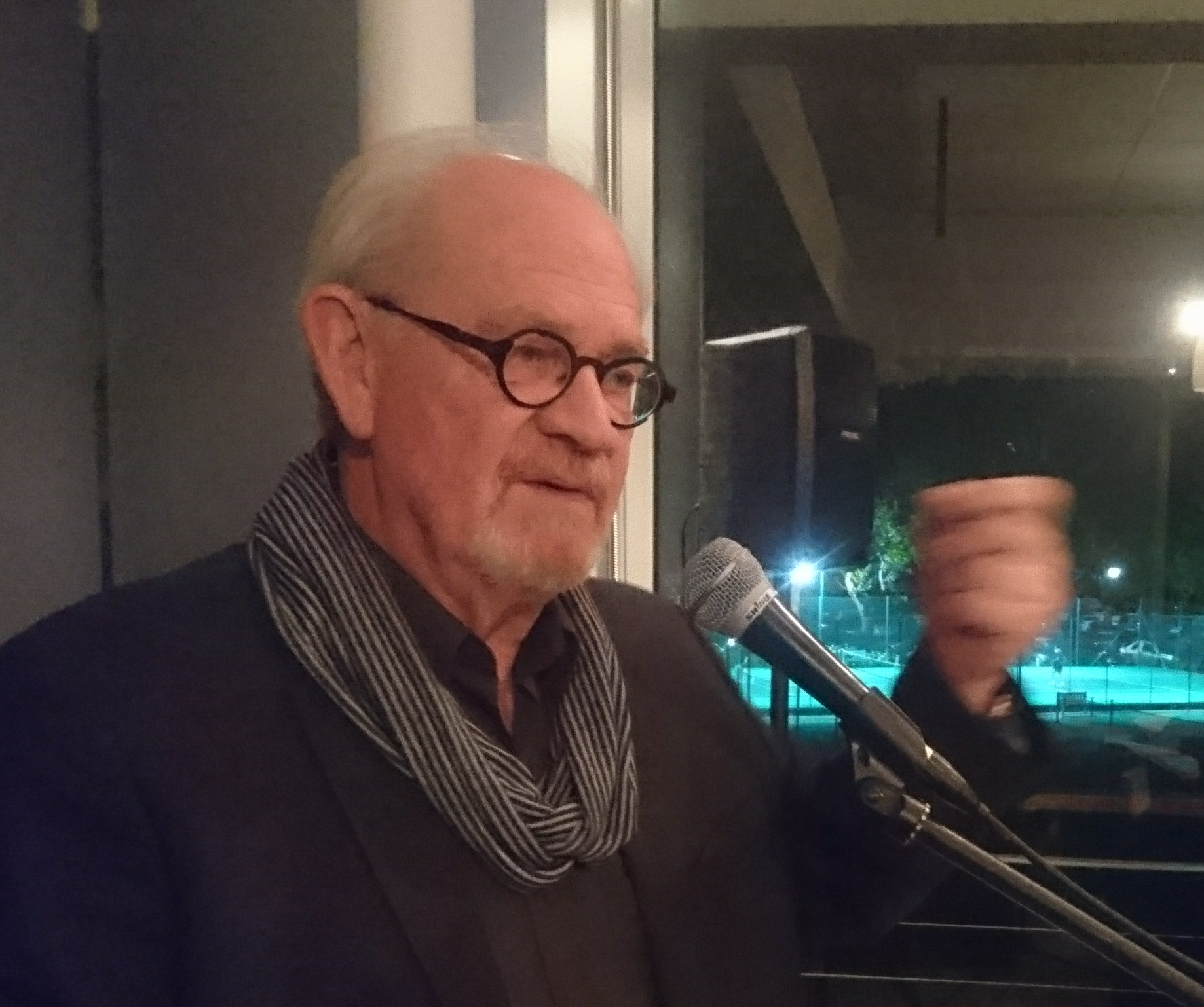
Max du Preez, 2017

Max du Preez (* 3. März 1951 in Kroonstad) ist ein südafrikanischer Schriftsteller, Journalist und Dokumentarfilmer. Er ist vor allem als ehemaliger Herausgeber der Zeitung Vrye Weekblad und als politischer Kommentator bekannt.

## Leben
Du Preez wuchs in einer afrikaanssprachigen Mittelstandsfamilie mit vier Brüdern und drei Schwestern auf. Nach dem Matric besuchte er die Universität Stellenbosch. Seine erste Anstellung erhielt er bei der Kapstädter Zeitung Die Burger. Ab 1974 arbeitete er bei Beeld. 1983 beschloss er, den Apartheid-freundlichen Kurs der afrikaanssprachigen Blätter nicht mehr mittragen zu können, und wechselte als politischer Korrespondent zu den englischsprachigen  Zeitungen Financial Mail, Sunday Times und Business Day. 1987 gehörte er zu einer Delegation unter Frederik van Zyl Slabbert, die sich in Dakar mit hochrangigen Mitgliedern des in Südafrika verbotenen African National Congress traf. Im November 1988 war du Preez Gründungsherausgeber des Vrye Weekblad, der einzigen oppositionellen Zeitung auf Afrikaans. Unter anderem deckte er mit dem Blatt die Existenz und Arbeitsweise der geheimen Polizeieinheit Vlakplaas und der Militäreinheit Civil Cooperation Bureau auf. Weil er ein Zitat des gebannten Politikers Joe Slovo abdruckte, wurde er zu sechs Monaten Haft verurteilt. Durch zahlreiche Prozesse wurde die Zeitung 1994 in den Bankrott getrieben.
Ab 1994 arbeitete du Preez bei der Fernsehanstalt der South African Broadcasting Corporation (SADC) als Exekutivdirektor der investigativen Fernsehsendungen Special Report on the Truth Commission und Special Assignment (etwa: „Spezialaufgabe“). Nachdem er 1999 gegen die Streichung eines Beitrages protestiert hatte, wurde er wegen „grober Insubordination“ entlassen. Seither ist er als freier Journalist und Schriftsteller tätig. 2001 bezeichnete er in einer Radiosendung den Präsidenten Thabo Mbeki als womaniser (etwa: „Frauenheld“), was scharfe Proteste der nunmehrigen Regierungspartei ANC auslöste.
Du Preez schreibt Sachbücher zu aktuellen politischen Themen Südafrikas. Mehrere seiner Werke beschäftigen sich mit historischen Figuren. 2004 wurde sein Dokumentarfilm The Renaissance King: Morena Moshoeshoe (1786–1870) über das erste Oberhaupt der Basotho, Moshoeshoe I., im SABC-Fernsehen ausgestrahlt.
Du Preez sieht sich als unabhängiger Journalist. 2015 gab er seine Stelle als Kolumnist bei der Independent Group auf, weil die Redaktion zusammen mit Parteiabzeichen des ANC fotografiert worden war.
Seit April 2019 erscheint das Vrye Weekblad in einer wöchentlichen Onlineausgabe, die wie die frühere Zeitung von du Preez herausgegeben wird.
Du Preez lebt mit seiner Familie in Kapstadt.

## Ehrungen
- 1991: Louis Lyons Award für „Gewissen und Integrität im Journalismus“[7]
- 1996: Excellence in Journalism Award der Foreign Correspondents Association of Southern Africa
- 2006: Yale Globalist International Journalist of the Year
- 2008: Nat Nakasa Award für „furchtlose Tätigkeit als Reporter“
- 2014: Alan Paton Award für A rumour of spring: South Africa after 20 years of democracy
- 2016: Ehrendoktorwürde der University of the Free State[8]

## Sachbücher
- 2001: Louis Luyt. Biografie. Zebra Press, Cape Town.
- 2003: Pale native: memories of a renegade reporter. Autobiografie. Zebra Press, Cape Town.
- 2004: Of warriors, lovers and prophets: unusual stories from South Africa’s past. Struik, Cape Town.
- 2005: Oranje, blanje, blues: ’n nostalgiese trip – Vrye Weekblad 88–94. Zebra Press, Cape Town.
- 2008: Of tricksters, tyrants and turncoats. Struik, Cape Town/Johannesburg.
- 2009 (zusammen mit Mandy Roussouw): The world according to Julius Malema. Kwela Books, Johannesburg.
- 2011: Opinion pieces by South African thought leaders. Penguin, Cape Town/Johannesburg.
- 2011: A rough guide to Nelson Mandela. Rough Guides, London.
- 2012: A chief is a chief by the grace of his people – once we had leaders. Tafelberg, Cape Town.
- 2013: A rumour of spring: South Africa after 20 years of democracy. Penguin Random House South Africa, Cape Town/Johannesburg.
- 2015: Of renegades, romantics and rabblerousers: more untold stories from Southern Africa’s past. Penguin Random House South Africa, Cape Town/Johannesburg.

## Dokumentarfilm
- 2004: The Renaissance King: Morena Moshoeshoe (1786–1870)